# Silvis
Silvis és una població dels Estats Units a l'estat d'Illinois. Segons el cens del 2000 tenia 7.269 habitants.

## Demografia
Segons el cens del 2000, Silvis tenia 7.269 habitants, 2.984 habitatges, i 1.939 famílies. La densitat de població era de 768,9 habitants/km².
Dels 2.984 habitatges en un 31,4% hi vivien nens de menys de 18 anys, en un 47,2% hi vivien parelles casades, en un 13,8% dones solteres, i en un 35% no eren unitats familiars. En el 30,9% dels habitatges hi vivien persones soles el 15,8% de les quals corresponia a persones de 65 anys o més que vivien soles. El nombre mitjà de persones vivint en cada habitatge era de 2,41 i el nombre mitjà de persones que vivien en cada família era de 3,01.
Per edats la població es repartia de la següent manera: un 25,6% tenia menys de 18 anys, un 8,9% entre 18 i 24, un 26,9% entre 25 i 44, un 22,3% de 45 a 60 i un 16,3% 65 anys o més.
L'edat mediana era de 38 anys. Per cada 100 dones de 18 o més anys hi havia 86,5 homes.
La renda mediana per habitatge era de 35.047 $ i la renda mediana per família de 41.390 $. Els homes tenien una renda mediana de 32.451 $ mentre que les dones 22.050 $. La renda per capita de la població era de 16.764 $. Aproximadament el 8,4% de les famílies i el 9,5% de la població estaven per davall del llindar de pobresa.

## Poblacions properes
El següent diagrama mostra les poblacions més properes.